# こどものじかん
『こどものじかん』は、私屋カヲルによる日本の漫画、またはそれを元にしたテレビアニメ。小学校を舞台にしている。2004年に読み切り作品として初めて掲載され、2005年から2013年まで『コミックハイ!』（双葉社）で連載されていた。略称は「こじか」。

## 作品概要
この作品はあくまで一般向けの作品であり、作者自身は（エロで）「一般誌の限界に挑戦」しつつ「エロ漫画ではない」と語っている。
漫画、アニメとも話数は学校の時間割になぞらえて「○時間目」とカウントされる。作中の時間経過により、連載当初は小学3年生だったりん達は順に進級し、最終回前半までは小学6年生である。

### 掲載誌と内容の変遷について
『COMIC HIGH』（双葉社）で2004年3月創刊号に読み切り作品として掲載され、第5号から正式に連載されるが、同誌が6号で一旦休刊したのに伴い連載終了。その後、2005年4月に新装刊した『コミックハイ!』VOL.1（漫画アクション増刊・2005年5月22日号）より旧『COMIC HIGH』時代の設定を全てリセットした上で連載を開始、2013年4月発売のVOL.97まで連載された。
このため『コミックハイ!』掲載分が先に単行本化され、旧『COMIC HIGH』掲載分（全3話）は双葉社とデジブックジャパン他が2006年4月28日にオープンしたウェブコミック誌『COMIC SEED!』で順次無料配信され（現在は公開終了）、限定版DVD特典として2科目および3科目に同梱された。後に「ほうかご」に全て収録された。

## 登場人物

### 主要人物
九重 りん（ここのえ りん）
声 - 喜多村英梨
血液型：AB型
在籍クラス：1年1組、2年1組→3年1組、4年1組→5年2組、6年2組
双ツ橋小学校に通う児童で、本作品のメインヒロイン。1998年8月17日生まれ。
青木が学校に赴任してきたばかりの頃は青木のことを色々と試すようなことをしてきたが、彼の不器用ながらも誠意ある行動と優しさを目にした途端に彼に惹かれて行くようになる。以来、青木の彼女になろうと積極的にアタックし続けている。しかし、当の青木からは子供扱いしかされていない。
性格は、表面上は明るく活発。それだけに、ショートパンツや裾の広いスカートなど動きを妨げない服装を好む。異常にませており、子供がすることとは思えないような色っぽい仕草を見せて青木の気を惹こうとしている。性に関する知識も豊富で、同じく性知識の豊富な親友の黒と一緒になってはウブな大介をからかっている（本当の意味を理解しているのかは不明）。目はツリ目で、小悪魔らしい笑みを浮かべて迫っては大介を困惑させる。朱鷺色でボリュームのある超ロングヘアー。基本は大きな鈴が2個ずつ付いた髪留めゴムでまとめてツインテールにしており、それぞれのテールの先端付近も同じ鈴つきの髪留めゴムでまとめているが、高学年になってからはそれに囚われない髪形をすることが多くなった（黒、美々にも同じことが言える）。体格は、身長に関しては小学4年生としては標準的だがやや痩せている。胸もまだほとんど膨らんでいない。所持している携帯電話で黒や美々たちと頻繁にメールのやり取りをしており、携帯電話には「RIN」というロゴが入ったストラップを付けている。家では母親の従弟のレイジと2人で暮らしており、保護者でもある彼に対しては子供らしく素直に懐いている。母親は小学校入学前に他界しており、実父とは別居中（後にりんを迎えに来るが、拒否している）。レイジに対して「母親の秋を愛し続けていなければならない」と強制させている事で彼に依存している点を青木に気付かれる。
幼少期に母親を失ったことで一転して塞ぎ込むようになり、そのトラウマにより失声症を併発したことにより全く喋ることができなかったという時期があった。小学校に入学してからも同級生たちのすることに対し微塵も反応せず、誰に対しても心を開くことはなかったが、この当時から同級生だった黒や美々、そして当時のクラス担任の存在によって救われた。黒や美々とは今でも親友で、どこへ行くのにも3人一緒につるんでいる。非常に友達思いで、親友がいじめられたりすると相手が教師でも容赦せず、自分が正しいと思うことに対してそれを主張するためにあらゆる手段を使う。自分が小学校女子児童という社会的弱者の立場にあることさえも利用するなど、大人（主に教師）を効果的に恐怖に陥れる術にも長けており、実際に青木もそれで肝を冷やした経験がある。時折恐ろしい残忍性をのぞかせることがあり、前担任の中村をノイローゼにし辞職に追いやったのを始め、青木の耳をかじったり、恋敵になりそうな京子を階段から突き落とそうとしたこともある。りんは自分がこうした腹黒い状態に陥ることを「黒くなる」と表現している。
4年進級時には学級委員長に就任した。3年生の頃とは違いクラスをうまくまとめる役となっていたが、今までに蓄えていた弱さも時折見せる様になる。後に自らをめぐって青木とレイジの対立が拡大していき、青木にわざと嫌われようとして身を退こうとするが、結局自らの気持ちを押し殺していた事を青木に看破されて自らの気持ちに素直になる事を決める。5年時はいじめに遭うが、クラスの男子の不器用な好意の裏返しであった事が判明した（本人は青木一筋な為、相手にはしていないが、あまり男子と仲良くすると他の女子に睨まれるからと後に語っている）。後に青木にストラップを贈っている。
5年生になる前の春休みに黒たち3人のみでマンガ喫茶に行き個室で一人になったときに、パソコンのデスクトップに前の客の消し忘れと思われるアダルトコンテンツのアイコンに気付き、好奇心でアクセスした。その夜にりんは小学生にして、初めての自慰を体感する。それ以降はシャワーを股間に当てたり、レイジが仕事で夜遅くに帰ってくることをいいことにレイジのパソコンで無料のアダルト動画を見たりして自慰行為を行っている（しかし、後にレイジに履歴を調べられてりんがアダルトサイト等にアクセスしていた事を気付かれる）。青木の実家に遊びにいった際に夜這いを敢行するが、途中で断念している。
成績は普段はあまり良くないが、本気になればテストで100点を取れる。嫌いな科目に関しては全く勉強しないため青木から「教科によってムラがあり過ぎる」と注意された。テストの点数に頓着がない（90点台であれば、そのテストは放置で見直しをしないなど）ことも青木に注意される。レイジの希望により、5年の冬に私立中学（大学までの一貫性）を目指し始める。6年の夏休みには不安定な状態らしく夏期講習を考える矢先に美々から塾の体験入学を勧められ体験する。その際、講師を担当したユウキはりんの解答を見て、手応えを覚えたような顔を見せた。
また卒業してから4年たった今現在、身体的にさほど成長しておらず、そのことを本人も気にしており、中2の身体測定で黒に身長など抜かれ悔しがっている。しかし、陰毛は生え始めたことを青木にカミングアウトしている（青木曰く産毛程度らしい）。16歳になったことで青木と性行為に及ぶが、りんの女性器が小さすぎて入らず、未遂に終わっている。
鏡 黒（かがみ くろ）
声 - 真堂圭
血液型：B型
在籍クラス：1年1組、2年1組→3年1組、4年1組→5年2組、6年2組
りんと美々のクラスメイトで親友。初登場は小学3年生。身長は4年生2学期の時点で120cm以下。
りんと美々とは1年生の時に出会うが、最初は2人のことを見下しており、失声症のりんに対しては、自分の人形として扱っていたが、りんが母親の形見の服を守りたい一心で喋れるようになってからは、りんと美々との関係は親友に変化していった。
りんのことが大好きで、りんの心を奪った青木を敵視している。だが、進級によるクラス替えで担任が再び青木になった時には、満面の笑みで喜んでいたり、自分達ではどうしようもない問題（主にりん絡み）に直面した場合などは青木に助けを求めることもあることから、青木のことを心底嫌っているわけではない。
感情を露にして激昂することが多く、特に青木がりんと絡んだ際にはそれが顕著になる。青木の指導方針に対し時折異議を唱え、辛辣に中傷をすることもある。青木も最初は彼女に翻弄されていたが、段々と対等に渡り合えるようになってきている。身体に合っていなかった美々のブラジャーをブルセラショップに売って買い替え資金にするなど、りんよりも大人びたしたたかさも持っている。服装はゴスロリを好み、猫耳・しっぽ付きの衣装を、学校に来る際にも構わず着てくる。
身体の発育はあまり良くなく（大介いわくイカ腹）、小学1年生程度の体格。親友2人に比べて明らかに背が低い。髪は黒のロングヘアで、普段は特にまとめてはいないが、衣装に合わせてカチューシャ、ヘッドドレスなどを着けることはある。大金持ちの家で生まれ育ったお嬢様で、公立校である双ツ橋小学校に通っているのは進学する予定だった私立小学校の制服が嫌で本人が入学を拒否したため。
青木が体調を崩して学校を休んだ日に、指導方針が非常に厳しいことで有名な女性教師・白井が代わって1日だけ3年1組の教鞭を取ったことがあったが、その際に彼女に対し何か自分と共通するものを感じ、りんに対する感情とはまた別の形で彼女に惚れ込んだ模様。彼女に「白ちゃん」というあだ名を付けた上、自分とお揃いのバラの花を象ったヘアピンをプレゼントした（自身が所有する黒いヘアピンと同型・色違いの白いヘアピン）。5年時に白井に再びプレゼントを送ろうとするが偶然にも小矢島の告白現場を目撃している。やや独占欲が強く、白井に甘える下級生を見て嫉妬した事も。
理解力が乏しく、丸暗記で試験結果が出るタイプ。だが、担任である青木がその素質に気付いたのが6年の2学期終了間近だったため、夏休みに行われていた、塾の体験入学の際に講師のユウキが6年の1学期を終えたとは思えない出来の悪さに「テリブルガール」と称された。
りん、美々と離れたくない一心で2人と同じ私立中学を目指すが、三者面談にて青木が黒の母親に告げるほど勉強嫌い。それはテキストの量（学校の全教科書＞志望校の過去問題集）で塾に入る決意をするほど（後に過去問1冊が学校の勉強全部より難しいことを知り、ユウキに怒りをぶつけた）。なお、6年2学期後半時点での合格判定はD（不合格）だが青木に要求した問題プリントを用いて、冬休みで挽回しようとしている。
卒業してからは身体的にかなり成長しており、中2の身体測定でりんを抜いたほど。
宇佐 美々（うさ みみ）
声 - 門脇舞以
血液型：A型
在籍クラス：1年1組、2年1組→3年1組、4年1組→5年2組、6年2組
りんと黒のクラスメイトで親友。初登場は小学3年生。非常に内気な少女で、親友2人とクラス担任の青木以外とはほとんど話さない。
りんと黒とは1年生の時から同じクラスだが、出会った当初は、りんは失声症で、黒はクラスメイトたちから疎まれており、自身も黒のことで、はっきりとした意見を言えないことから、りんと黒同様にクラスで浮いた存在になっていた。だが、りんの失声症改善により、りんと黒と親友の間柄になった。
前クラス担任の教師・中村から事あるごとに自分の欠点を中傷されたことが元で、長らく登校拒否をしていたが、家まで訪れて熱心に呼び掛けた青木のことを信頼出来る教師として認め、彼に対し心を開くようになった。その翌日からは学校にも来るようになり、りん達を安心させた。登校拒否期間中もりん達が携帯電話のメールを通じて学校の様子を知らせていたため、その間学校で何があったのかはある程度把握していた。父・母・兄の4人家族で、かなりのお父さん子。母親は長男である兄の事ばかり優先しており、美々とは意思の齟齬がある。父親は単身赴任しているが、美々が小学5年生のころのクリスマスには家族の元へ姿を表している（ただし、この帰郷が本格的か一時的かは不明）。
眼鏡と2本の大きな三つ編みが特徴。高学年になってからは三つ編み以外の髪型も多々披露する。学業の成績は極めて優秀で、登校拒否になる前はオール5を取っていた。本を読むのが好きな文学少女でもある。身体面の発育は極めて早熟で、小学3年生にして既に第二次性徴期を迎えている。特に胸に関してはクラスで唯一ブラジャーを必要としているほどで、これが本人の大きな悩みになっている。そのため、自分同様に大きな胸を持つ大人の女性・京子に対し、悲観的な意味でシンパシーを感じている。また、りんの保護者で出会う機会が多く、自分の心の内を読み取ってくれるレイジに対してはほのかな恋愛感情を抱いている。
異常にませている親友2人とは対照的に性に関する知識はほとんどなく、同時にやや天然ボケ気味。それ故に授業中に突然青木に「何でおちんちんが大きくなるんですか?」などと質問したことがある。しかし、5年で保健体育の授業が始まり彼女に性知識がつくと、知識を駆使したからかいを青木にしたことがある。かつては青木とレイジのBL妄想をしたり、マンガ喫茶で堂々とBL漫画を読み、エロシーンだけ見られないように糊付けされている事に怒ったりするなど、腐女子の傾向が多々見られたが、後にレイジと自分のラブラブ妄想をもっぱらするようになった。
熱で幼児退行したりんにねだられて自身の乳房を吸わせてあげた際、りんの弱い面を知ったことから、「また、吸われてもいい」と思うようになり、以前よりは自分の大きな胸へのコンプレックスが少なくなったばかりか、「男子はおっぱいが大きい方がいい」のりんの言葉によりレイジに対する思いも相まって、より胸を大きくすることを決意。以後は牛乳を飲み、バストアップ体操も行うようになった。
また卒業してから4年たった今現在、レイジとも定期的に会いつつ、母親を「人間として嫌いにならないようにしたい」と話していた。
青木 大介（あおき だいすけ）
声 - 間島淳司
血液型：A型
担当クラス：3年1組、4年1組（担任）→5年2組、6年2組（担任）
双ツ橋小学校に年度途中から赴任してきた新任の小学校教師で、本作品の主人公。
初登場時の年齢は23歳。一人称は「俺」(だが稀に「僕」と言うこともある)。家族は母と妹（千夏）が登場。九重たちを呼ぶときは男女関係なく苗字の呼び捨てである。
「子供たちに頼られる、お兄さんのような先生」を目指しており、仕事熱心。経験不足ゆえにまだマニュアルに頼りがちなところもあるが、担当クラスの児童であるりん達に振り回されるうちに徐々に対処法を身に着け、最近では先輩教諭からも感心されるほどになる。基本的には優しく、また若干優柔不断なところはあるが、悪いことは悪いと叱ったりできる正義感と厳しさも兼ね備えており、教師としての実力は決して低くない。
恋愛に関しては奥手で、現在も特定の彼女はいない。りんに惚れられており、児童である彼女から強烈なアタックを繰り返されていることに対し戸惑いを覚えているが、子供ゆえにまだ本気で相手にはしていない。なぜかりんのきわどい姿（パンツ1枚だけの姿やベビードール姿など）を目にすることが多く、また、担当クラスの女子児童たちの着替えの現場に遭遇することも多い。その度に慌てふためき平謝りする羽目になる。初体験はまだで、そのことを察知した黒からことあるごとに指摘されては馬鹿にされている。後にりんにファーストキスを奪われた。髪が長く、守ってあげたくなるタイプが好みであり、りんが悪戯で偽教師を名乗った際にりんの母親の秋の写真を送った時はかなり気に入っていた。
体格は普通で、心身ともに健常な作中で数少ないまともな感覚の持ち主。眼鏡をかけている。高校時代は陸上部に所属しており、補欠だったものの足の速さは健在で、男子児童たちから尊敬されている。動物が好きで、実家にいた頃は「こたつ」という名のネコを飼っていた。小学校に迷い込んで来たネコを追い出すようなことはせず、夏休み中も世話をし続けた。後にりんに対するレイジへの疑念から教師の概念を超えた介入を行うようになる。
深く関わるにつれ、りんとレイジが互いにすれ違いながら依存する事で互いの自立を阻害している問題がある事に気付き、レイジとりんに意識の変化を望むようになった。
また、りんたちの卒業から4年たった今現在、双ツ橋小学校から異動し、別の小学校で体育主任を務める。
結果的に、その倫理観、正義感からりん、美々、白井、レイジを精神的に救った。

### 双ツ橋小学校の児童・教師
宝院 京子（ほういん きょうこ）
声 - 田中涼子
血液型：O型
担当クラス：3年2組、4年2組（担任）→5年1組、6年1組（担任）
双ツ橋小に勤務する女性教師。ユウキという弟がいる。青木が双ツ橋小へ3年1組の担任として赴任してからは、青木が受け持つクラスと同学年の他クラスの担任を受け持っている。職員室でも机が青木の隣で、青木の指導担当ということもあり、何かと青木の相談に乗っている。副担任の白井紗江とはあまり折り合いが良くないが、後に問題親（モンスターペアレント）に悩まされた際に助けられている。児童を呼ぶ時は青木と同様、苗字の呼び捨てである。
巨乳。大介に初めて名乗った時、「宝院」を「ボイン」と聞き間違えられる。体育会系で、服装はジャージ姿が多い。水着は学校のプールでもビキニ。競泳用などでは（胸の）サイズが合わないらしい。酒と甘い物が大好物で、お腹も出ておりメタボ気味。児童からは「メタボイン」「どいん」「合いびき肉（牛乳豚バラ）」「パイパイ」などといじられている。一方、後述の性質からいたずらっ子を「おっぱい固め」で手なずけたり、性教育の授業で男子児童を悶々とさせたりしている。
青木を、当初は「放っておけない弟」のように見ていたが、次第に淡い恋心を抱くようになっている。時に、りんに対してほのかに嫉妬することも。最近は距離が縮まったのか青木を「青木君」と呼ぶこともあり、青木もまんざらではない様子。何故か男女の性別を逆にした妄想をよくする。青木がりん達を実家に招待した際に同行しており、青木の妹の千夏と親交を深めている。
実はエロ上戸であり、本人が知らぬうちにいたずらっ子や千夏を手篭めにしている。また、双ツ橋小の裏サイト（掲示板）でママメロン(´ε` )というハンドルネームを用いセックスに関する事実を書き込むことで、サイトを利用する小学生に正しい性知識を教えた（掲示板の書き込みから、いわゆる2ちゃんねる用語をフルに理解している様子）。
また、りんたちの卒業から4年たった今現在、31歳となりスクールカウンセラー資格の取得を目指して内地留学で大学に再入学している。大学では「爆乳熟女」として男子学生を悩殺している。
小矢島 剣太（おやじま けんた）
声 - 石上裕一
血液型：O型
青木や京子の同僚の教師。角刈り風の短髪で、太めの眉に線目の少しごつい外観だが性格は穏和。ふだんからジャージやポロシャツを愛用する。職員室では、机が京子の隣（大介とは京子を挟む位置）。京子とは、新人の頃指導担当であった経験や体育会系つながり ということもあり、仲が良い。後輩の面倒見が良く、青木や京子の相談にもよく乗っている。また、孤立しがちな白井をよくフォローしており、彼女に好意を寄せている。
料理が得意で、同僚に手作りの料理や菓子を振舞うこともある。その腕は白井たちも嫉妬するほど。しかしそれが京子のウエストを増長させる原因にもなっている。料理人になるのが昔の夢だったが、「安定した収入の職に就いてほしい」という親の意向で公務員（公立学校教員）になった。料理担当の公務員である給食調理員を羨ましがることもある。
アニメ化の際に担当する声優が思い入れしづらいとスタッフに言われ、その時に名前が決まった。また、親父ではなく「小さい矢島」という意味でつけられた。
りんたちの卒業から4年経った今現在、白井と結婚し息子が生まれる。白井の「自身と母の関係が良くなかったから、女の子が生まれていたら無意識に同じような事をしていまうのではないかと不安だったから男の子で良かった」、黒の「女の子でも大丈夫だよ」という会話を聞き、第二子は娘を希望している。
白井 紗江（しらい さえ）
声 - 沢海陽子
血液型：AB型
クラス担当：3年2組、4年2組（副担任）→1年1組、2年1組（担任）
大介や京子の同僚の教師。りん達が4年生の頃までは京子のクラスの副担任を担当。その後は低学年担任を担当する。30歳。眼鏡をかけている。ロングヘアーをポニーテールにしていたが、低学年の担任になった際に生徒達から髪を引っ張られたり、その対策としてポニーテールをお団子にすれば一生徒に「頭にうんこ」と言われるため、ショートカットにする。ちなみにこの髪型での容姿は黒の母親に、特に後姿が似ている。
自分の知性や能力に対するプライドが非常に高く、いつも自信にあふれた態度を取っている。自分自身に落ち度がある場合は素直に認める潔さもある。また非常に合理的な考え方で、児童のプライバシーに介入することは何の役にも立たないという理由により、家庭訪問廃止論を声高に振りかざす。青木のクラスを臨時で担当した際に授業を真面目に受けようとしない生徒達を厳しい体制で取りまとめる敏腕を見せた。それ以来、黒が彼女に憧れるようになり、黒と関わっていくうちに自らの母性が目覚めていく。後にも自分の子供の非を認めない問題親に対し、子供のいじめの証拠となる録音テープを使い一蹴している。その一方で事なかれ主義的なところもあり、りんの自宅を勝手に訪問した青木を「PTAから苦情が来たらどうするのか」と詰問した。好き勝手に暴れている生徒には厳しいが、黒のように生徒の方から自分を求められると拒絶できない。3年目は1年生のクラスを担当するが自らの厳しい教育が一切通用しない幼い子供相手に悪戦苦闘している。なお、この年度に髪を切ってボブカットにした。
性的なことに関しても30年間縁がほとんど無かったため、身体的な他人との交わりには免疫がなく、彼女には珍しく狼狽することも（同僚の小矢島に「今まで誰かに抱きしめられたことがない」と看破されている）。実は教育委員長の娘だが、そのためにちやほやされることを極端に嫌がる。このことが原因で肩身の狭い学生生活を送っていたが、世間体を気にする親には失望している。後に小矢島に告白される。最初は受け止めきれずに悩む事になるが、後に受諾。後に小矢島の押しにより、30代で処女喪失を果たす。
また、りんたちの卒業から4年たった今現在、小矢島と結婚、長男・大地を設け授乳中の胸はDカップになっている。
野木田（のぎた）
声 - 重松朋
クラス担当：1年1組、2年1組（担任）
そばかすが特徴的な女性教諭。あだ名はノビタ先生。アニメ版では「田」の部分が使われず、「野木」となっている。
りん達が低学年の頃のクラス担任だったが、結婚を機に教員を辞める。6年生時に非常勤の派遣教師として復帰した際にはりんが元気にしていると聞いて安心していた。
のり子
在籍クラス：1年1組、2年1組
2009年度に入学した女子児童。入学以来、紗江が担当するクラスに在籍している。舌足らずで、特に「し」は必ず「ち」となる。
中村（なかむら）
クラス担当：3年1組（担任）
青木の前に、3年1組の担任だった男性教師。児童たちにはナカムーと呼ばれていた。
かなり無神経な性格の問題教師で、特に美々に対して彼女を傷つける様々な発言を繰り返し、結果的に彼女を登校拒否に追いやる。後にその事実を知ったりんに復讐（中村の教科書に暴言を書く等）をされ、指導に悩んだあげく、情緒不安定となり、その後も無断欠勤が続き、最終的には退職に追い込まれた。黒によると、中村に傷つけられた児童は美々だけではなかったとのこと。
劇中では名前と話のみの登場で直接は登場しなかった。
校長
単行本未収録の読みきり版では、スケベな所があり、腹痛のりんを校長室へ匿うが、相手が女の子だった事をいいことにりんのパンツを脱がそうとするが見つかり、警察沙汰の騒ぎになった。
連載版では、双ツ橋小の裏サイトの内容がZちゃんねるで取り上げられたことで青木、宝院、白井、小矢島を校長室に呼び出す。後に6年生対象に体育館で臨時集会を行い、「掲示板に書き込んだものは手を挙げなさい」とプライバシーの権利を侵害するなど、読みきり版で見られた問題のある性格を受け継いでいる。

### りんの家族
九重 レイジ（ここのえ レイジ）
声 - 杉田智和
血液型：A型
りんと同居している青年。初登場時の年齢は22歳。会計士事務所で働いている。落ち着いた風貌だが、ツリ目で、やや謎めいた雰囲気がある。りんとは仲良く暮らしている。秋の従弟（りんにとっては従兄弟叔父）でもある。
褒めることせずに怒鳴ることしかしない父親（声 - 上田陽司）と、そんな父の顔色を窺い耐えるばかりの母親（声 - 森夏姫）の元で育つ。高校生のころに、父親にすがりつく為に、母親が自分を犠牲にしていたと気付き、彼女への憎悪により不登校になる。そして、高校3年生のときに偶然にも事故で両親を失う。
親戚から厄介者扱いされ、当時まだ存命だった秋に引き取られる。その時、すでにりんの父親は別居しており、後に秋が死亡した為、現在はりんと2人で暮らしている。秋に引き取られた当初は秋とりんにもなかなか心を開かず、引きこもり生活を続けていたが、ある日、秋に対して失礼なことを言ってしまい、落ち込んでいたところを5歳のりんに慰められ、このことをきっかけに二人に対して心を開き、かつての理想の母親像を見い出したことから、秋に恋心を抱く。
今でも秋を愛していて、その忘れ形見であるりんを溺愛しているが、自らの悪夢を振り払うために大人になったりんを抱こうと考えており、変態（光源氏計画）疑惑がある（りんが秋に似てきていること、身体が大人びてきたなどを密かに喜ぶ描写があり、後に結婚まで計画している事を青木に宣言した）。後にりんの実父である縁が訪問した際、暴走してりんを傷つけようとした事もある。
稼ぎのほとんどをりんにつぎ込んでいて自身の身なりには最低限程度にしか気に掛けない。そのためファッションセンスはかなりズレており、りんの卒業式に出席した際には明後日の方向に気張り過ぎた格好を披露した。
青木に対しロリコンではないかと疑惑を抱いているが、青木の方からもりんに対する態度等からレイジはロリコンだと疑っており、2人の間には密かな敵対心が芽生えている（後に大介がレイジに抱く疑念は完全に確信となり、りんを守る為に介入するようになる）。りんに対し愛していた「秋」の代わりを求めていた事等を大介に指摘され、レイジに好意を寄せる宇佐と関わるうちに、自らの過ちや問題点に少しずつ気付くようになる。青木に「内面的には小学生男子と同レベル」と指摘されて以来、「大人になる事」にこだわりはじめ、酒も飲めないのに先輩に誘われて「おっぱいパブ」に行ったり無茶な真似をして凹む事が多い。
また、りんたちの卒業から4年たった今現在、仕事の後に続けていた勉強の影響で眼鏡をかけるようにはなったが、会計士の資格取得目前に進んでいた。
アニメ版では幼少時の虐待によるトラウマが強調され、生前の秋の「りんを守ってあげて」という言葉が強く心に突き刺さっており、彼女への責任感がサイコなものとなっている。青木に対しても原作以上にキツイ態度を取っており青木とりんが体育倉庫に長時間閉じ込められて二人っきりだったことを知った際は彼を殴るなど嫉妬にも似た激しい怒りを露にしている。この一件の後、りんを転校させようとまで考えたがりんが自分にハサミを向ける姿を見て、かつてのトラウマがよみがえり気を失ってしまう。同時にいつのまにか自分が絶対に許せない人間と同じことをしていたと心の底で自らの間違いに気づき、その後は精神的にも落ち着いたようで転校の話は取り消した。
九重 秋（ここのえ あき）
声 - 天野由梨
血液型：A型
りんの母親。レイジより13歳年上。
かつて付き合っていた縁との間にできた子（りん）を堕ろせと言われたため、その男性と別れて出産しシングルマザーとなる。女手一つでりんを育てていた。親戚内では「東京で男に捨てられ私生児を産んだ娘」としてタブーな存在だった ため、同じく親戚一同から厄介払いされたレイジを引き取る。ちなみにレイジと最後にあったのは、秋が高校生の頃である。
レイジとはその後恋人同士になり愛し合うようになるが、その幸せは長くは続かず、身体の不調から医者の診断を受けた際に肺ガンに冒されており、それが既に治療不可能な状態まで進行していたことを知る。りんの養育費のために（半年分の延命の費用が、りんの3年分の養育費に相当するため）延命治療を断ろうとするが、レイジの懇願で2か月治療を続けた。しかし全く病状が好転しなかったため自宅に戻り、残り少ない余命を自宅でりん・レイジと過ごす。りんの小学校入学を迎える直前、りんが回復を祈って折り続けた大量の千羽鶴の中、32歳という若さで息を引き取った。
神原 縁（かみはら えにし）
秋のかつての恋人で、りんの実父。
秋の事は純粋に愛していたものの秋の妊娠を知った際、彼女の体力では出産は危険だということを知り、秋の身を案じて堕ろすことを望んだが、それが原因で仲がこじれて別れることになってしまった。現在は別の女性と結婚している。後にりんを引き取りに九重家を訪問するが断られた。

### その他
ニャー
小学校に迷い込んで来た雄の野良猫。当初はガリガリに痩せていて、りんたちが給食の牛乳などを分け与えていた。
いじめられていたらしく、長らく人間不信になっていたが、木から降りられなくなっていたところをりんに救われ、りんたちには懐くようになった。
チャック
謎のクマのぬいぐるみ。りんのお気に入りなのか、いつも一緒に寝ている。りんを俺の女と思っている。
青木 千夏（あおき ちか）
声 - 高垣彩陽
大介の妹で幼稚園の教員を勤めている。大介の実家に遊びに来たりんたちにタンポンの使い方を伝授し、美々に自分のお古の水着をプレゼントしている。酒に酔った京子に大介と勘違いされて襲われ、手篭めにされた。
京子程ではないが巨乳であり、夏場で地元とは言えホットパンツにタンクトップなど活動的な恰好を好む。家族の前では極めて無防備で、風呂上りなどバスタオル一枚の姿で部屋まで戻る。そのせいか大介には、その方面の執着がない。また、大介の言による回想から空手の経験があり、大会入賞した事もある模様。
宝院 ユウキ（ほういん ユウキ）
美々が通う進学塾『双葉ゼミナール』の講師。京子の弟である。青木いわくイケメンだが彼女にフラれた経験あり。京子が恋愛に失敗するたびに酒の席に付き合わされることから、姉の恋愛を快く思えない様子。
塾の生徒への接し方と生徒からの評価はチャラ男。一方で教員採用試験に落ちたこともあり「学校の勉強はいっさいしなくていい」と発言するなど、塾の立場を優先させる。もっとも、その上で提示した「過去問題集」は学校の勉強より大変だった為、その気になっていた黒に逆襲された。美々にその点を指摘された際にも「ばれたかーっ」等と言っていた為、確信犯だった様。
小学校の英語科目の必修化に伴い、2011年度から非常勤として、週一で双ツ橋小の英語を担当することになった。ちなみに本人は学力の低い生徒のフォローや教育環境の整備もせずに必修科目ばかり増やす教育制度には批判的な模様。
セイント・ローズ
女児向けアニメ作品の美少女戦士セイント・ローズに登場するキャラクター。
4年生編の運動会で京子がコスプレする形で初登場。こどものじかん ほうかごに収録された第9話ではりんが変身するローズ・レッド、黒が変身するローズ・ブラック、美々が変身するローズ・ピンクのチーム名になっている。変身アイテムは右手薬指にはめている星型の指輪でローズ・レッドの武器は剣、ローズ・ブラックの武器は鞭、ローズ・ピンクの武器は釘バット。

## 主な舞台
双ツ橋小学校（ふたつばししょうがっこう）
大介が赴任し、りんたちが通う小学校。大介は赴任以来、担任を務める（全てのクラスにりん、黒、美々の3人が在籍）。2年に一度、クラス替えが行われ、その時に担任も変わる。
服装は自由で特に黒やりんは様々なスタイルを見せている。また、校則がかなり緩めなのか児童らが堂々と一般的にいう不要物を持って来ている。
普通の小学校が抱えている程度の様々な小さい問題があるらしいが、警察沙汰やマスコミの注目を浴びるような大事件は起きていない（ただし、「ほうかご」収録の読み切りでは、校長がりんのパンツを脱がそうとして捕まり、大きく報道されている）。
双葉ゼミナール（ふたば-）
多くの私立合格者を輩出している大手進学ゼミ。キャッチコピーは「信頼と実績の双葉ゼミナール」。随時体験入学を受け付けている。

## 書籍

### 単行本
『High アクションコミックス』として刊行。全13巻。
| 巻数         | 初版発行日（奥付）                   | ISBN                   | 備考 |
| ------------ | ------------------------------------ | ---------------------- | --- |
| 1            | 2006年1月12日 （2005年12月12日発売） | ISBN 4-575-83177-8     | - 『コミックハイ!』2005年第1号より第7号を収録                                                                                 |
| 2            | 2006年8月12日 （2006年7月12日発売）  | ISBN 4-575-83261-8     | |
| 3 通常版     | 2007年3月10日 （2007年2月10日発売）  | ISBN 978-4-575-83328-7 | |
| 3 特別限定版 | 2007年3月10日 （2007年2月10日発売）  | ISBN 978-4-575-83333-1 | - 幼稚園時代のりんを立体化した「ちびりんフィギュア」が付録 - 通常版とは異なるブックカバーと、巻末にスペシャルピンナップが付随 |
| 4 通常版     | 2007年10月12日 （2007年9月12日発売） | ISBN 978-4-575-83405-5 | |
| 4 特別限定版 | 2007年10月12日 （2007年9月12日発売） | ISBN 978-4-575-83383-6 | - OVA『やすみじかん〜あなたがわたしにくれたもの〜』のDVD（約23分）が付録 - 通常版とは異なるブックカバー                       |
| 5 通常版     | 2008年8月11日 （2008年7月11日発売）  | ISBN 978-4-575-83512-0 | |
| 5 特別限定版 | 2008年8月11日 （2008年7月11日発売）  | ISBN 978-4-575-83495-6 | - TVアニメ第2期の先行PVを収録したDVDが付録 - 通常版とは異なるブックカバー                                                     |
| 6 通常版     | 2009年1月21日                        | ISBN 978-4-575-83571-7 | |
| 6 特別限定版 | 2009年1月21日                        | ISBN 978-4-575-83556-4 | - TVアニメ第2期に基づいた本編を収録したDVDが付録 - 通常版とは異なるブックカバー                                               |
| 7            | 2009年7月10日                        | ISBN 978-4-575-83645-5 | |
| 8            | 2010年5月12日                        | ISBN 978-4-575-83766-7 | |
| 9 通常版     | 2011年1月21日                        | ISBN 978-4-575-83861-9 | |
| 9 特別限定版 | 2011年1月21日                        | ISBN 978-4-575-83809-1 | - 新作DVDが付録 |
| 10           | 2011年6月10日                        | ISBN 978-4-575-83914-2 | |
| 11           | 2012年1月11日                        | ISBN 978-4-575-84015-5 | |
| 12           | 2012年9月12日                        | ISBN 978-4-575-84126-8 | |
| 13           | 2013年6月12日                        | ISBN 978-4-575-842-463 | |

### 関連書籍
- 『こどものじかん ほうかご』 - （2013年6月12日発売）ISBN 978-4-575-842-470
  - 『COMIC HIGH』『COMICすもも』『○○のコミックハイ!』「2学期DVD特典科目」に掲載されたものを収録。書き下ろしに最終巻の後日談も収録されている。
  - ただし『Sのコミックハイ!』掲載の「性別逆転のじかん」は未収録（5巻のカバー下に収録済み）。
- 『こどものじかん ファンブック』 - （2007年10月27日発売・2007年11月27日発行） ISBN 978-4-575-83421-5
- 『こどものじかん あにめのひみつ』 - （2008年11月発行） ISBN 978-4-575-30087-1
- 『こどものじかん 小説版』 - （2012年1月12日発売） 著者：中瀬理香　挿絵：私屋カヲル ISBN 978-4-575-84016-2

### 海外での出版物
- 台湾東立出版社より『萌少女的戀愛時光』の名で出版。
- 韓国ランダムハウスコリアより『아이들의 시간（アイドゥレ シガン）』の名で出版。
- 米国セブンシーズ・エンターテインメントより『Nymphet』で刊行予定であったが、同社の経営判断（いとこ同士の恋愛が一部地域の州法に抵触する恐れがあるため）により発売中止となった[26]。

## アニメーション

### OVA
『こどものじかん やすみじかん 〜あなたがわたしにくれたもの〜』。アニメ放映直前にコミック第4巻特別限定版に付属されたエピソード。コミックス2巻10時間目の内容にあたり、テレビアニメに先駆けた予告編的位置づけでありながら時間はほぼテレビアニメ一本分と同じ23分と充実した内容であり、テレビアニメで見られる自主規制をほとんど用いることなく原作に忠実に作られている。スタッフ曰く、地上波では絶対に流せないネタを詰め込んでいるとのこと。

#### スタッフ
- シナリオ - 岡田麿里
- 絵コンテ・演出 - 菅沼栄治
- 作画監督 - 石川雅一
- 色彩設定 - 海鋒重信
- 制作プロデューサー - 須賀信行、上野可愛

その他のスタッフはテレビアニメ版スタッフを参照

#### 主題歌
オープニングテーマ「オトメチック初心者でーす」
作詞 - 畑亜貴 / 作曲 - 田代智一 / 編曲 - 近藤昭雄 / 歌 - 九重りん（喜多村英梨）、鏡黒（真堂圭）、宇佐美々（門脇舞以）
エンディングテーマ「愛情◎エデュケイション」
作詞・作曲 - Little Non / 編曲 - nishi-ken / 歌 - Little Non

### テレビアニメ
2007年10月から12月まで放映されたTVアニメ。全12話。構成による一部の変更を除きほぼ原作に沿った内容であるが、かなりのシーンに効果音を用いた音声カットおよび回転する「の」の字や別カット挿入によるシーン修正が行われた。なおDVDではパンチラなどの規制部分は外されている。

#### スタッフ（テレビアニメ）
- 原作 - 私屋カヲル
- 監督 - 菅沼栄治
- シリーズ構成・シナリオ - 岡田麿里
- キャラクターデザイン・総作画監督 - 石川雅一
- 美術デザイン - 金平和茂
- 美術監督 - 川本亜夕
- カラーコーディネイト - 高谷知恵
- 撮影監督 - 高橋賢司
- 編集 - 松原理恵
- 音響監督 - 岩浪美和
- 音楽 - 西田マサラ
- 音楽プロデューサー - 伊藤善之
- プロデューサー - 轟豊太、木戸健介、萩原大輔、野中郷壱、里見哲朗
- ラインプロデューサー - せきやまあきひろ
- アニメーション制作 - スタジオバルセロナ
- 製作 - こどものじかん製作委員会（バンダイビジュアル、ランティス、ムービック、双葉社）

#### 主題歌（テレビアニメ）
オープニングテーマ「れっつ!おひめさまだっこ」（1話から11話）（12話は、オープニング無し）
作詞 - 畑亜貴 / 作曲 - 前澤寛之 / 編曲 - nishi-ken / 歌 - 九重りん（喜多村英梨）、鏡黒（真堂圭）、宇佐美々（門脇舞以）
エンディングテーマ「ハナマル☆センセイション」（1話から5話、7話から11話）
作詞・作曲 - Little Non / 編曲 - nishi-ken / 歌 - Little Non
エンディングテーマ「やさしい」（第6話）
作詞 - 茶太 / 作曲・編曲 - 虹音 / 歌 - 茶太
エンディングテーマ「オトメチック初心者でーす」（第12話）
作詞 - 畑亜貴 / 作曲 - 田代智一 / 編曲 - 近藤昭雄 / 歌 - 九重りん（喜多村英梨）、鏡黒（真堂圭）、宇佐美々（門脇舞以）

#### 各話リスト
| 話数     | サブタイトル       | 絵コンテ         | 演出             | 作画監督              | 放送日         |
| -------- | ------------------ | ---------------- | ---------------- | --------------------- | -------------- |
| 1時間目  | なかよしのいっぽ   | 吉田英俊         | 又野弘道         | 本田辰雄              | 2007年10月11日 |
| 2時間目  | にこにこのごほうび | 井出安軌         | 遠藤晋           | 平川亜喜雄            | 2007年10月18日 |
| 3時間目  | すくすくそだて     | タムラコータロー | タムラコータロー | 浜津武広              | 2007年10月25日 |
| 4時間目  | わたしのおかあさん | 吉田英俊         | 遠藤晋           | 原由美子              | 2007年11月1日  |
| 5時間目  | なつやすみのとも   | 井出安軌         | 中村圭三         | 武内啓                | 2007年11月8日  |
| 6時間目  | おもいで           | 菅沼栄治         | 岡村正弘         | 吉本拓二 本田辰雄     | 2007年11月15日 |
| 7時間目  | りんかんがっこう   | 佐藤まさふみ     | 佐藤まさふみ     | 平川亜喜雄            | 2007年11月22日 |
| 8時間目  | だっこしてぎゅっ   | 田中雄一         | 又野弘道         | 福地和浩 ひのたかふみ | 2007年11月29日 |
| 9時間目  | やきもちドリル     | みさわしん       | 遠藤晋           | 原由美子              | 2007年12月6日  |
| 10時間目 | ひとにやさしく     | 吉田英俊         | ながはまのりひこ | 吉本拓二 本田辰雄     | 2007年12月13日 |
| 11時間目 | みんななかよく     | みさわしん       | 千葉大輔         | 浜津武広 長野路子     | 2007年12月20日 |
| 12時間目 | こどものじかん     | 菅沼栄治         | 菅沼栄治 遠藤晋  | 石川雅一 小原充       | 2007年12月27日 |

太字は丸囲みでクレジットされた文字（この部分のみ回転）。

#### 放送局
| 放送地域 | 放送局            | 放送期間                      | 放送日時           | 系列局         | 備考         |
| -------- | ----------------- | ----------------------------- | ------------------ | -------------- | ------------ |
| 京都府   | KBS京都           | 2007年10月11日 - 12月27日     | 木曜 25:30 - 26:00 | 独立UHF局      |              |
| 千葉県   | チバテレビ        | 2007年10月12日 - 12月28日     | 金曜 26:55 - 27:25 | 独立UHF局      |              |
| 日本全域 | BIGLOBEストリーム | 2007年10月19日 - 2008年1月4日 | 金曜 更新          | ネット配信     |              |
| 日本全域 | BS11              | 2008年4月4日 - 6月27日        | 金曜 23:00 - 23:30 | BSデジタル放送 | 『ANIME+』枠 |

#### 関連CD
- こどものじかん キャラクターソング
- こどものじかん オリジナルサウンドトラック
- こどものじかん べすとこれくしょん
- こどものじかん Drama CD -どらまのじかん-

#### 備考
- 当初は2007年10月10日からテレビ埼玉でも放映予定だったが、急遽中止となった。これにより関東地区での新作UHFアニメで初の千葉テレビ単独放映の事例となった[注 5]。毎日新聞の報道によると、札幌の教頭児童買春事件の影響による措置[27][注 6]で、同じく10月11日より放送予定だった三重テレビも昨今の社会情勢を鑑みて検討を行った結果中止となった[28]。また、AT-Xでも放映予定であったが、AT-X側が内容を考慮し放送にあたっては視聴年齢制限をかける条件を出した所、制作側曰く「誰でも見て楽しんでもらえる作品と自負している」としてこの条件を拒否した結果、放送を断念したと発表している[29]。
- なお、本作は当時一部ネット局で打ち切られた『ひぐらしのなく頃に解』同様に、この一件に対するフォローとして地上波本放送と同時期にインターネットによる無料の動画配信サービスを実施した。
- 自主規制として、テレビでの表現上問題のある部分は、別の画を挿入したり、セリフに効果音を被せて隠している。規制については非常に厳しく、会話の内容がまったく分らない場面も多い。
- BS11では4時間目と5時間目の間にやすみじかん「あなたがわたしにくれたもの」が放送された。

### こどものじかん 2学期
TVシリーズの続編となるOVAシリーズ4年生編。全3巻発売。先行してコミック第5巻限定版DVDにプロモーション映像を収録、第6巻限定版DVDには特別編が収録された。OVAでの発売とあって、回転する「の」の字修正はされていない。

#### スタッフ（2学期）
スタッフはテレビアニメ版スタッフを参照。
ただし、アニメーション制作がスタジオバルセロナからディオメディアに社名変更になり、製作委員会の名称が「こじか製作委員会」となり、バンダイビジュアルの子会社であるエモーションが委員会に加わった。また、シナリオが脚本に変更された。

#### 主題歌（2学期）
オープニングテーマ「Guilty Future」
作詞 - E-RImix with Ai*Mei Gui / 作曲・編曲 - 小松一也 / 歌 - 喜多村英梨
エンディングテーマ「1,2,3 Day」（1話から2話）
作詞・作曲 - Little Non / 編曲 - 松下典由＆Little Mon / 歌 - Little Non
エンディングテーマ「よりどりプリンセス」（第3話）
歌 - 喜多村英梨、真堂圭、門脇舞以

#### 各話リスト（2学期）
| 話数   | サブタイトル           | 絵コンテ   | 演出             | 作画監督           | 発売日        |
| ------ | ---------------------- | ---------- | ---------------- | ------------------ | ------------- |
| 特別編 | くろちゃんとしろちゃん | 吉田英俊   | 吉田英俊         | 小菅和久 吉本拓二  | 2009年1月21日 |
| 1科目  | よねんせい             | みさわしん | 荻原露光         | 村山公輔           | 2009年2月20日 |
| 2科目  | たのしいうんどうかい   | 吉田英俊   | ながはまのりひこ | 宍戸久美子         | 2009年4月24日 |
| 3科目  | はざくらのころ         | 菅沼栄治   | 菅沼栄治         | 石川雅一、大隈孝晴 | 2009年7月24日 |

### OVA（第3期）
『こどものじかん 〜こどものなつじかん〜』。2011年1月21日発売の第9巻DVD付き限定版にオリジナルアニメが収録。全1話。収録時間約24分。第8巻収録の55、56時間目を原作にした、夏休みに青木先生の実家にみんなで遊びに行くエピソードで、青木千夏も初登場する。

#### スタッフ（第3期）
- 原作 - 私屋カヲル
- 監督・コンテ・演出 - 菅沼栄治
- シリーズ構成・脚本 - 岡田麿里
- キャラクターデザイン・総作画監督 - 石川雅一
- 作画監督 - 井出直美、柳瀬雄之、小菅和久、小原充
- 美術監督 - 川本亜夕
- 美術デザイン - 金平和茂
- 色彩設計 - 海鐘重信
- プロップデザイン - 井出直美
- 撮影監督 - 高橋賢司
- 編集 - 松原理恵
- 音響監督 - 岩浪美和
- 音楽 - 西田マサラ
- 音楽プロデューサー - 伊藤善之
- 音楽製作 - ランティス
- プロデューサー - 長谷部大樹、増尾徹、萩原大輔、里見哲朗
- 製作プロデューサー - 小原充
- アニメーション製作 - ディオメディア
- 製作 - こじかOVA製作委員会（バンダイビジュアル、双葉社、ランティス、ムービック）

#### 主題歌（第3期）
オープニングテーマ「れっつ!おひめさまだっこ」
エンディングテーマ「1,2,3 Day」

### Blu-ray BOX
バンダイビジュアルから、TVシリーズとOVA「やすみじかん」を収録した『こどものじかん TV BD-BOX』が完全予約受注生産商品として、2011年2月1日より専用予約サイトにて予約受注を行い、入金締切までに予約入金数が2000件に達すると生産決定となり、同年5月27日に届く予定だった。しかし、3月11日に東日本大震災が発生した影響により、発売は無期限の延期となり、Blu-ray BOX発売を記念して開催予定であった「こどものじかん大謝恩会（仮）」も中止となった（なお、Blu-ray BOXの発売は2019年7月時点で実現していない）。また、BOXの表紙に採用されるはずだったイラストは「こどものじかん 10巻」のピンナップに掲載。購入特典だった、りん、黒、美々のタペストリー3枚組は、「コミックハイ！VOL.76 - 78」を全て購入し応募することで（送料負担であるが）全員にプレゼントされることになった。

## インターネットラジオ
「こじからじお」が2007年8月31日から2009年6月26日まで、BEAT☆Net Radio!、ランティスウェブラジオにて配信された。パーソナリティーは喜多村英梨、真堂圭、門脇舞以。